# Katharine Graham
Katharine Meyer Graham (16 de juny de 1917 - 17 de juliol de 2001) va ser una editora periodística nord-americana. Propietària del diari The Washington Post, en va ser l'editora des de 1963 fins a la seva mort, convertint-lo en un dels diaris més respectats del món. El va dirigir amb decisió en una època en què el diari va donar a conèixer els Papers del Pentàgon i l'escàndol Watergate, la investigació que portaria a la caiguda i dimissió del president Richard Nixon. Amb les seves memòries, titulades Una història personal, que recullen els detalls d'una vida intensa, obtingué el Premi Pulitzer el 1998.

## Biografia
Va néixer a Nova York (EE. UU.), Filla d'un matrimoni jueu d'origen alsacià. El seu pare, Eugen Meyer, era un banquer expert en anàlisi d'inversions que va saber obtenir guanys a Wall Street. La seva mare, Agnes Meyer, era una periodista molt implicada en assumptes relacionats amb l'educació i l'art.
Va estudiar Periodisme a la Universitat de Chicago, i s'hi llicencià el 1938. Es va incorporar al diari San Francisco News, cobrint la secció de treball i sindicalisme laboral. Un any després, ingressà al Washington Post, diari que el seu pare havia adquirit en una subhasta el 1933 quan el rotatiu es trobava en fallida.
El 1940 es va casar amb Philip Graham, un jove advocat llicenciat per la Universitat Harvard que aviat va obtenir la confiança del seu sogre, que li va oferir el lloc de director del diari. Aquesta elecció va ser realitzada en detriment de la seva filla en considerar que el càrrec no era l'adequat per a una dona. Katharine Graham va passar així a un segon pla.
El matrimoni va tenir quatre fills i van esdevenir propietaris del Washington Post el 1948, sent ja aquest rotatiu una empresa viable. Philip, a més, adquiriria més diaris i dues cadenes de televisió. També va entrar en política dins de l'equip de John Kennedy. No obstant això, la seva vida familiar es va deteriorar quan Philip va començar a patir un trastorn maniacodepressiu, amb períodes alternants de lucidesa i d'agressivitat. Va començar a aficionar-se a la beguda i a entaular relacions extraconjugals. Va ser internat en hospitals diverses vegades, però la seva salut no millorà i el 1963 es va suïcidar a la seva casa de camp.

## Presidència deThe Washington Post
Katharine Graham va assumir la presidència de l'empresa The Washington Post Company, fent callar els comentaris sexistes sobre la seva capacitat de gestió i lideratge. Aviat va donar mostres de fortalesa prenent decisions que convertirien aquest diari en un rotatiu de prestigi.
El 1971, Graham va decidir publicar l'estudi secret sobre la Guerra de Vietnam que havia elaborat el govern. L'administració Nixon va pressionar la capçalera per evitar-ne la publicació, amenaçant de retirar-los les llicències de televisió. No obstant això, Graham va al·legar que aquests documents no posaven en perill la seguretat de l'estat i els va publicar.
Un any després, el 1972, Katharine Graham va donar suport als periodistes Carl Bernstein i Bob Woodward en el cas Watergate. Durant més de dos anys, l'empresa i ella mateixa van tornar a enfrontar-se a amenaces i pressions per part de l'administració Nixon. Van tornar a posar-se les llicències de televisió en joc i les accions de la companyia van baixar a la meitat del seu preu. Però Graham va resistir i va defensar la independència dels seus dos empleats fins que el president Richard Nixon va dimitir. Va ser llavors quan el diari va ser aclamat públicament.

La seva dedicació pel periodisme va ser completa. El 1974, la revista Ms. la va considerar com la dona més poderosa de país. Durant la vaga sindical de premsa que va durar 140 dies el 1975, el Washington Post només va deixar d'imprimir una edició. Richard Nixon va comentar:
A Washington n'hi ha molts que llegeixen el Post i els agrada, i n'hi ha molts que llegeixen el Post i no els agrada. Però gairebé tots llegeixen el Post, cosa que constitueix un reconeixement de l'habilitat de Graham com a editora.
A partir de 1979, el seu fill Donald Graham va anar ocupant a poc a poc el lloc de la seva mare en la direcció del diari.
El 1998 va publicar la seva autobiografia, que és la memòria d'una època daurada de la premsa, quan brindava un servei públic a la societat, més enllà de l'objectiu econòmic empresarial, en una complicitat amb els equips de periodistes i amb la societat mateixa. Va morir el 17 de juliol de 2001 a Sun Valley, Idaho, a conseqüència d'una caiguda durant la celebració d'una conferència d'alts càrrecs, directius de mitjans de comunicació.

## Vida social
La casa de Katharine Graham a Martha's Vineyard es va convertir en punt de referència de la vida social nord-americana i internacional. Sempre hi van acudir presidents, polítics, senadors, empresaris, intel·lectuals, artistes i actors, entre d'altres. El seu funeral es va celebrar a la Catedral Nacional de Washington el 23 de juliol de 2001, amb assistència de molts polítics i personalitats conegudes del món de la cultura i la comunicació nord-americana.

## Llegat i memòria
El seu personatge va ser recreat, interpretat per Meryl Streep, en la pel·lícula The Post (en català, Els arxius del Pentàgon), d'Steven Spielberg.